# Bernardino Baldini
Bernardino Baldini (Suna, 1515 – Milano, 12 gennaio 1600) è stato un umanista, medico e matematico italiano.

## Biografia
Nato a Suna, sulla riva occidentale del Lago Maggiore, studiò medicina e matematica alle università di Bologna e Pavia. Insegnò poi matematica e lettere umane a Milano, e probabilmente fu professore di medicina a Pavia. Morì a Milano il 12 gennaio 1600, all'età di 85 anni. Fu sepolto nella chiesa parrocchiale di San Bartolomeo. Baldini fu autore di dialoghi e discorsi filosofici, traduttore in versi latini di opere di Aristotele, e fecondissimo poeta in latino e in volgare ed è considerato una delle figure più rappresentative della cultura lombarda del Cinquecento.

## Opere
- Dialogi duo, Milano, 1558, in-8°. Il primo dialogo tratta de Multitudine rerum et de Unitate ejus quod est; il secondo de Materia omnium disciplinarum.
- Epistolæ variæ in quibus cum aliarum artium præcepta, tum philosophiæ potissimum illustrare contendit, Milano, 1558, in-8°.
- Dialogus de Præstantia et Dignitate juris civilis et artis medicæ, Milano, 1559 e 1587, in-4°.
- Problemata excerpta ex Commentariis Galeni in Hippocratem, Venezia, 1567 e 1587, in-8°.
- De Bello a Christianis et Othomanicis gesto carmen, Milano, 1571, in-4°.
- De Bello Othomanicorum ad manes gesto carmen, Milano, 1572 e 1574, in-4°.
- In Pestilentiam libellus (in versi), Milano, 1577, in-4°.
- Varie opere di Aristotele, tradotte in versi latini: la Poetica, Milano, 1576; l'Economico, 1578; gli otto libri della Fisica, 1574-75.
- De Stellis, iisque qui in stellas et numina conversi dicuntur homines (in versi), Venezia, 1579, in-4°.
- De Diis fabulosis antiquarum gentium (idem), Milano, 1588, in-4°.
- Carmina varia, Milano, 1574, in-4°. Un'Appendice ai suoi versi latini fu pubblicata a Milano, 1601, in-4°.
- Stanze... nelle quali è descritto l’orribile ed aspro verno dell’anno 1571, Milano, 1571, in-4°.